# Maurycy Likiernik
Maurycy Likiernik (ur. 1853 w Łodzi, zm. 21 sierpnia 1927 w Warszawie) – polski lekarz okulista oraz działacz społeczny, pochodzenia żydowskiego.

## Życiorys
Syn Adolfa Likiernika – radnego miasta Łodzi w 1863 roku. Ukończył gimnazjum, a następnie studia na Wydziale Lekarskim Uniwersytetu Warszawskiego (1874). W latach 1874–1875 był ordynatorem Szpitala Dzieciątka Jezus w Warszawie, a w 1875 przeniósł się do Łodzi, otwierając własną praktykę lekarską, którą prowadził przez 36 lat. Ukończył specjalizację okulistyki, w której wyspecjalizował się w Warszawie oraz na uczelniach zagranicznych.
Był twórcą miejskiego szpitala cholerycznego w Łodzi w trakcie epidemii cholery, świadcząc w nim swoje usługi bezpłatnie, pracował jako lekarz w fabryce Karola Scheiblera, ambulatorium Czerwonego Krzyża, szpitalu izraelickim i szpitalu powiatowym miejskim, a także szpitalu przy ul. Pańskiej, dla którego utworzył kamerę dezynfekcyjną. Był współtwórcą ambulatorium miejskiego chemiczno-bakteriologicznego i stacji badań w rzeźni miejskiej.
W 1909 został powołany na ławnika magistratu miejskiego w Łodzi, był członkiem komisji szkolnej ds. szkół elementarnych Był jednym z inicjatorów utworzenia kanalizacji w Łodzi – w tym celu odbył podróż do Frankfurtu, celem zasięgnięcia opinii Williama H. Lindley’a – późniejszego projektanta łódzkiej kanalizacji. Około 1911 przeniósł się do Warszawy, gdzie rozpoczął własną praktykę okulistyczną oraz podjął pracę w klinice przy ul. Trębackiej, a także lekarzem ambulatorium gminy żydowskiej. W 1919 na zlecenie Ministerstwa Zdrowia przebywał w Ciechocinku na potrzeby przebadania uczniów szkół pod kątem jaglicy.
Był współzałożycielem Towarzystwa „Sanitas” w Łodzi, Towarzystwa Lekarskiego Łódzkiego, w którym piastował stanowisko skarbnika, a także członkiem Stowarzyszenia Lekarzy Polskich i Towarzystwa Kursów Naukowych oraz inicjatorem powstania Łódzkiego Żydowskiego Towarzystwo Dobroczynności. Był autorem 14 prac, poświęconych głównie chorobom oczu, w tym w szczególności jaglicy i metod jej terapii – m.in. opracował metodę jej leczenia za pomocą masażu kulkowego. Publikował także artykuły na łamach „Dziennika Łódzkiego”.
Zmarł z powodu nowotworu krtani.